# Bellavista (distrito de Bellavista)
Bellavista é um distrito do Peru, departamento de San Martín, localizada na província de Bellavista.

## Transporte
O distrito de Bellavista é servido pela seguinte rodovia:
- PE-5N, que liga o distrito de Chanchamayo (Região de Junín) à Ponte Integración (Fronteira Equador-Peru) - e a rodovia equatoriana E682 - no distrito de Namballe (Região de Cajamarca)
- SM-102, que liga o distrito à cidade de Cuñumbuqui]]
- SM-118, que liga o distrito à cidade de Bajo Biavo
- SM-119, que liga o distrito à cidade de Alto Biavo